# (环庚三烯基)(环戊二烯基)钒
(环庚三烯基)(环戊二烯基)钒是一个有机钒化合物，化学式为V(C5H5)(C7H7)。它是紫色的顺磁性固体，可以升华，而且对空气敏感。这个夹心型配合物的结构经X射线晶体学确定，为环庚三烯基和环戊二烯基配体与钒原子结合。它最初由环庚三烯和四羰基环戊二烯基钒的混合物的加热生产。此化合物的许多衍生物由环戊二烯基环的锂化反应制备。